# Eheleute für Christus
Eheleute für Christus (it.: Sposi per Cristo; en.: Couples for Christ, CFC) ist eine vom Päpstlichen Rat für die Laien als geistliche Gemeinschaft von Laien anerkannte Vereinigung von Gläubigen in der römisch-katholischen Kirche. Sie wurde 1981 in Manila auf den Philippinen gegründet. Der Bewegung gehören etwa 980.600 Mitglieder in 76 Ländern an.

## Geschichte
Die Bewegung entstand aus dem Zusammentreffen von 16 Paaren, die zur Charismatischen Bewegung gehörten. Es erfolgte Mitte der 1980er Jahre die Anerkennung durch die philippinische Bischofskonferenz, worauf sich ihre Familienprogramme schnell verbreiteten. Am 11. März 2000 wurde die Bewegung „Eheleute für Christen“ vom Päpstlichen Rat für die Laien anerkannt und in das Register der Vereinigungen von Gläubigen aufgenommen. 

## Selbstverständnis
Die Familienarbeit steht unter dem Leitgedanken „Sauerteig und Licht der Welt zu sein und die Frohe Botschaft der Befreiung des Menschen zu verkünden.“ Die Aufnahme in die Bewegung wird mit einem Schulungsprogramm „Christian Life Program“ eingeleitet, nach der Aufnahme sind die Mitglieder verpflichtet täglich ihre Treue zu Gott und ihr Eheversprechen zu wiederholen, sie versprechen sich gegenseitig zu unterstützen. Die CFC führt regelmäßig pastorale Programme für Familien durch, die zu einer „Hauskirche“ führen sollen, gleichzeitig bietet sie Programme zur Unterstützung von Notleidenden an.

## Organisation und Verbreitung
Das Leitungsorgan der CFC bildet der „Internationale Rat“ mit Sitz in Manila. Die Regionalräte gliedern sich in Sektoren, die für die Basisarbeit in Kapitel (vergleichbar eines Ordenskapitel) untergliedert sind. Die Bewegung besteht (Stand 2006) aus ungefähr 980.600 Mitgliedern, Mitglieder anderer Glaubensgemeinschaften zählen als „zugeordnete Mitglieder“. Die CFC verteilt sich auf 76 Länder in Afrika, Asien, Europa, Nordamerika, Ozeanien und Südamerika. 
Die Pressemedien der CFC sind die alle drei Monate erscheinende Zeitschrift „In His Steps“, die Zeitschrift „Mothers“ (14-täglich) und das Bulletin „Ugnayan“.